# Soví mlhovina
Soví mlhovina (také M 97 nebo NGC 3587) je planetární mlhovina v souhvězdí Velké medvědice. Objevil ji Pierre Méchain 16. února 1781 a Soví mlhovinou ji nazval Lord Rosse roku 1848.

## Pozorování

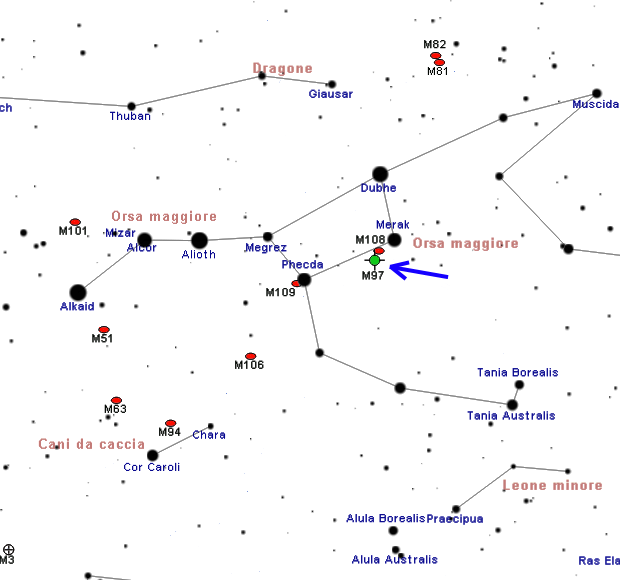
Poloha Soví mlhoviny v souhvězdí Velké medvědice.

Malá úhlová velikost a poměrně nízká jasnost této mlhoviny jsou příčinou toho, že je mimo dosah triedrů, a to i při pozorování za mimořádně příznivých podmínek.
K jejímu nalezení je tedy potřeba alespoň malý hvězdářský dalekohled, který ji ukáže jako malou kulatou mlhavou skvrnku s ostrými okraji. Další podrobnosti, jako například dvě tmavší oblasti uvnitř mlhoviny, které připomínají oči sovy, jsou viditelné až většími dalekohledy.
Mlhovina leží mezi hvězdami Merak (β UMa) a Phecda (γ UMa), od hvězdy Merak leží 2,3° jihovýchodním směrem. Pouhých 48′ severozápadně od mlhoviny leží galaxie M108 a při malém zvětšení se oba tyto objekty vejdou do zorného pole dalekohledu.
Mlhovina má velkou severní deklinaci, proto je na velké části severní polokoule cirkumpolární, a to v celé Evropě a severní Americe. Naopak na jižní polokouli je viditelná pouze do středně nízkých zeměpisných šířek mírného podnebného pásu. Nejvhodnější období pro její pozorování na večerní obloze je od ledna do srpna.

## Historie pozorování

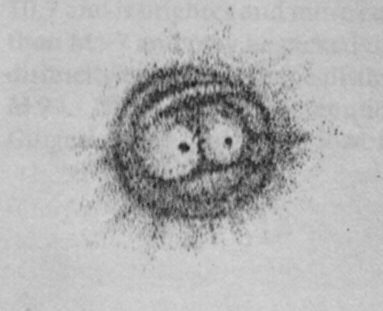
Kresba Soví mlhoviny z roku 1848 od Williama Parsonse

Tuto mlhovinu poprvé pozoroval Pierre Méchain 16. února 1781, popsal ji jako obyčejnou skvrnu blízko hvězdy β Ursae Majoris a poznamenal také, že je obtížně pozorovatelná. Charles Messier ji pak přidal do svého katalogu a přitom zmínil další dvě mlhoviny, které spolu s ní pozoroval. Do svých zápisků potom ručně připsal jejich souřadnice a na základě toho byly tyto dva objekty do katalogu později také přidány pod označením M108 a M109. William Herschel ji popsal jako stejnoměrně zářící mlhovinu a pokoušel se ji rozložit na jednotlivé hvězdy, což se mu nepodařilo, takže ji považoval za velmi vzdálený objekt.
Mezi planetární mlhoviny ji zařadil admirál Smyth v roce 1844. Lord Rosse při jejím pozorování 11. března 1848 vytvořil kresbu, na které zachytil její vzhled a popsal ji takto: „Ve středové oblasti jsou dvě od sebe značně vzdálené hvězdy. Oba spirální útvary obklopuje tmavý polostín.“
Rosse také poprvé použil název „Soví mlhovina“. Mnoho dalších pozorovatelů však vidělo pouze jednu místo dvou popisovaných hvězd. Aby Rosse pochopil její podstatu, opakovaně ji pozoroval až do roku 1874 a vytvořil mnoho jejích dalších kreseb. William Huggins v roce 1866 pozoroval její spektrum a když v něm našel dvě spektrální čáry, objevil její plynnou podstatu.

## Vlastnosti

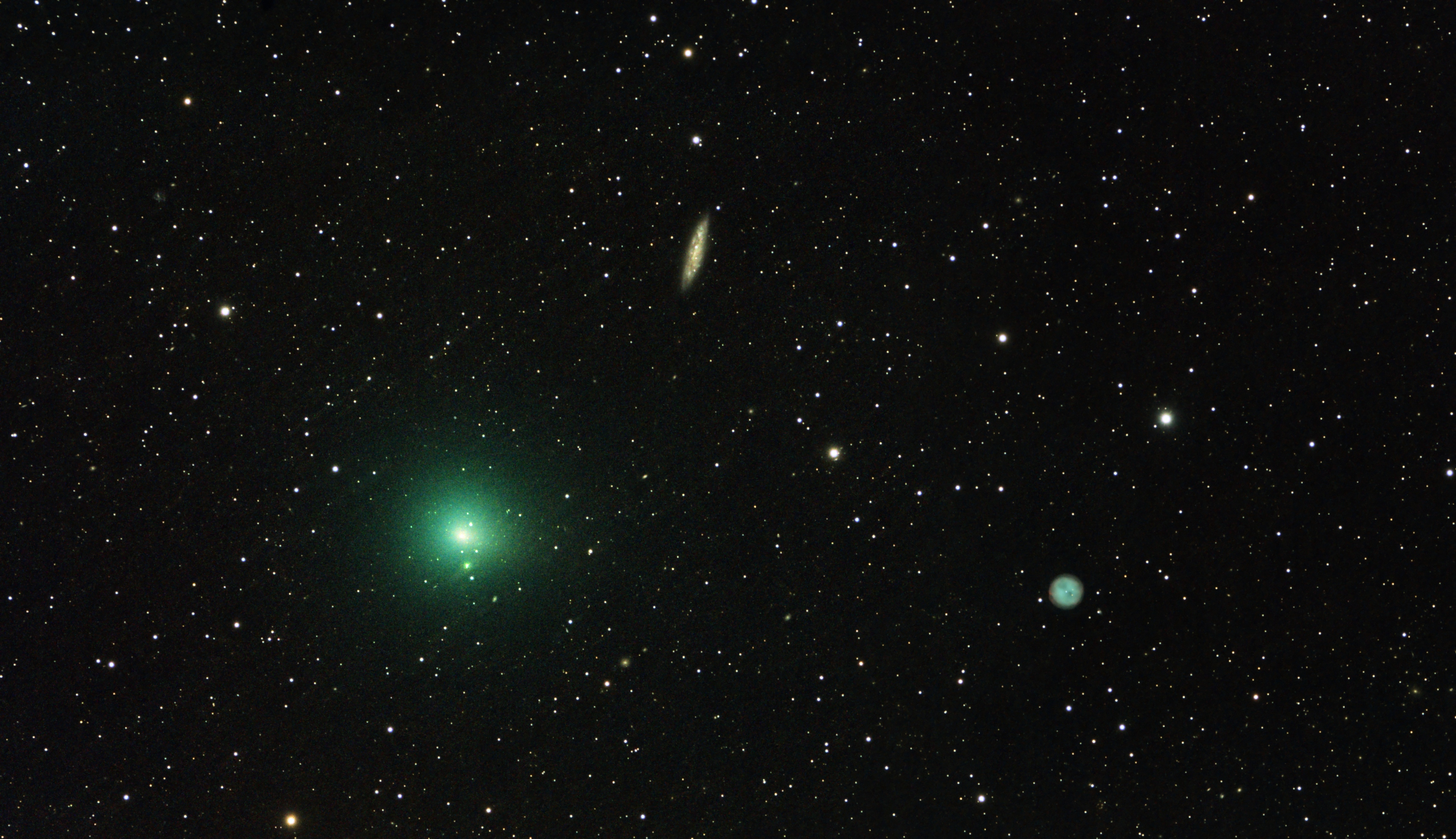
Snímek Soví mlhoviny (vpravo dole), galaxie M108 nahoře uprostřed) a komety 41P/Tuttle-Giacobini-Kresák (vlevo dole). Autor: Kees Scherer

Soví mlhovina se svým úhlovým rozměrem 3,4′ patří mezi největší a nejlépe pozorovatelné planetární mlhoviny na pozemské obloze. Přesto patří mezi nejslabší objekty Messierova katalogu, ve kterém jsou zapsány pouhé čtyři planetární mlhoviny. Od Země je vzdálená asi 2 600 světelných let
a její skutečný průměr je přibližně 3 světelné roky. Je stará přibližně 6 až 8
tisíc let a její vnější halo je staré více než 40 000 let. Její vzdálenost od Země se, jako u ostatních planetárních mlhovin, velmi těžko určuje. Různí autoři uvádí velmi odlišné hodnoty od 1 300 do 12 000 světelných let.
Podobně jako jiné planetární mlhoviny je i M 97 výrazně jasnější vizuálně (9,9 mag) než fotograficky (12 mag), protože většinu světla vyzařuje na jedné spektrální čáře odpovídající zelené barvě. Patří mezi složitější planetární mlhoviny. Její vzhled se dá vysvětlit tak, že má tvar válcovitého prstence, tedy mírně protáhlé kulové obálky s vyříznutými póly, jehož osa je od Země šikmo odkloněná, takže konce s menší hustotou materiálu odpovídají sovím očím.
Ústřední hvězdou mlhoviny je bílý trpaslík, který měl původně hmotnost 150 až 200 % hmotností Slunce. Po odvržení vnějších obálek ve formě planetární mlhoviny má tato hvězda hvězdnou velikost 16, hmotnost zhruba 0,7 hmotnosti Slunce a okolní hmota mlhoviny má 0,15 hmotnosti Slunce.

### Knihy
- O'MEARA, Stephen James. Deep Sky Companions: The Messier Objects. New York: Cambridge University Press, 1998. Dostupné online. ISBN 0-521-55332-6. (anglicky)

### Mapy hvězdné oblohy
- Toshimi Taki. Taki's 8.5 Magnitude Star Atlas [online]. 2005 [cit. 2019-02-22]. Dostupné v archivu pořízeném dne 2018-11-05. (anglicky) - Atlas hvězdné oblohy volně stažitelný ve formátu PDF.
- TIRION; RAPPAPORT; LOVI. Uranometria 2000.0 - Volume I - The Northern Hemisphere to -6°. Richmond, Virginia, USA: Willmann-Bell, inc., 1987. Dostupné online. ISBN 0-943396-14-X.
- TIRION; SINNOTT. Sky Atlas 2000.0. 2. vyd. Cambridge, USA: Cambridge University Press, 1998. ISBN 0-933346-90-5.
- TIRION. The Cambridge Star Atlas 2000.0. 3. vyd. Cambridge, USA: Cambridge University Press, 2001. Dostupné online. ISBN 0-521-80084-6.